# Uromenus chamaeropis
Uromenus chamaeropis är en insektsart som beskrevs av Werner 1932. Uromenus chamaeropis ingår i släktet Uromenus och familjen vårtbitare. Inga underarter finns listade i Catalogue of Life.